# ピコリックス・デザイン
ピコリックス・デザインは苗場翔によって創設された企業向けのインターネット関連の組み込みアプリケーションソフトを開発する組織である。

## 概要
- 1998年に送信専用の電子メールクライントSMAIL[2]をリリースし、多くの企業のシステムに組み込まれ、自動でメール送信され利用されている。SMAILはリリース当初からメールの多くのプロトコルを採用し、SSL通信も採用している。SSL通信にはOpenSSLを利用し都度セキュリティーパッチに対応している。

- 2005年6月26日にCrenaHtml2jpgを発表、当時ホームページをコマンドラインで自動で取得するWindowsの国産アプリケーションがなく開発された。既存のurl2bmpのWindowsアプリはポップアップダイアログ表示等を抑制できず自動取得に向いていなかった。CrenaHtml2jpg[3][4]はコマンドラインからのホームページ取得ツールとしていろんなシステムに組み込まれている。[5][6][7][8]

- 2006年4月にアート関連・芸術関連～IT関連まで各種発表のプレスリリースサイトであるComSearch リリースする。現在はクローズされている。Archived 2006年12月6日, at the Wayback Machine.
- 2010年11月にAndroidアプリ CrenaCam 色名検出アプリをリリース。[9][10]
- 2017年7月にOpen Directory Project(DMOZ)のビジネスカテゴリー 2017/3/17版の復刻版をリリースした。[11][12]
- 2020年2月に出版者ピコリックス・デザイン登録を行い、初版の時空の神宝（ピコリックス・デザイン、2020年3月24日発行） ISBN 978-4-99-113970-3を発刊する。

## 記載雑誌
- Web Designing（ウェブデザイニング）[13]
- 建設IT読本2011[14]

## 主な著作
- システムエンジニア視点でのデザイン思考（まんがびと、2020年9月18日発行）